# حرب برمائية

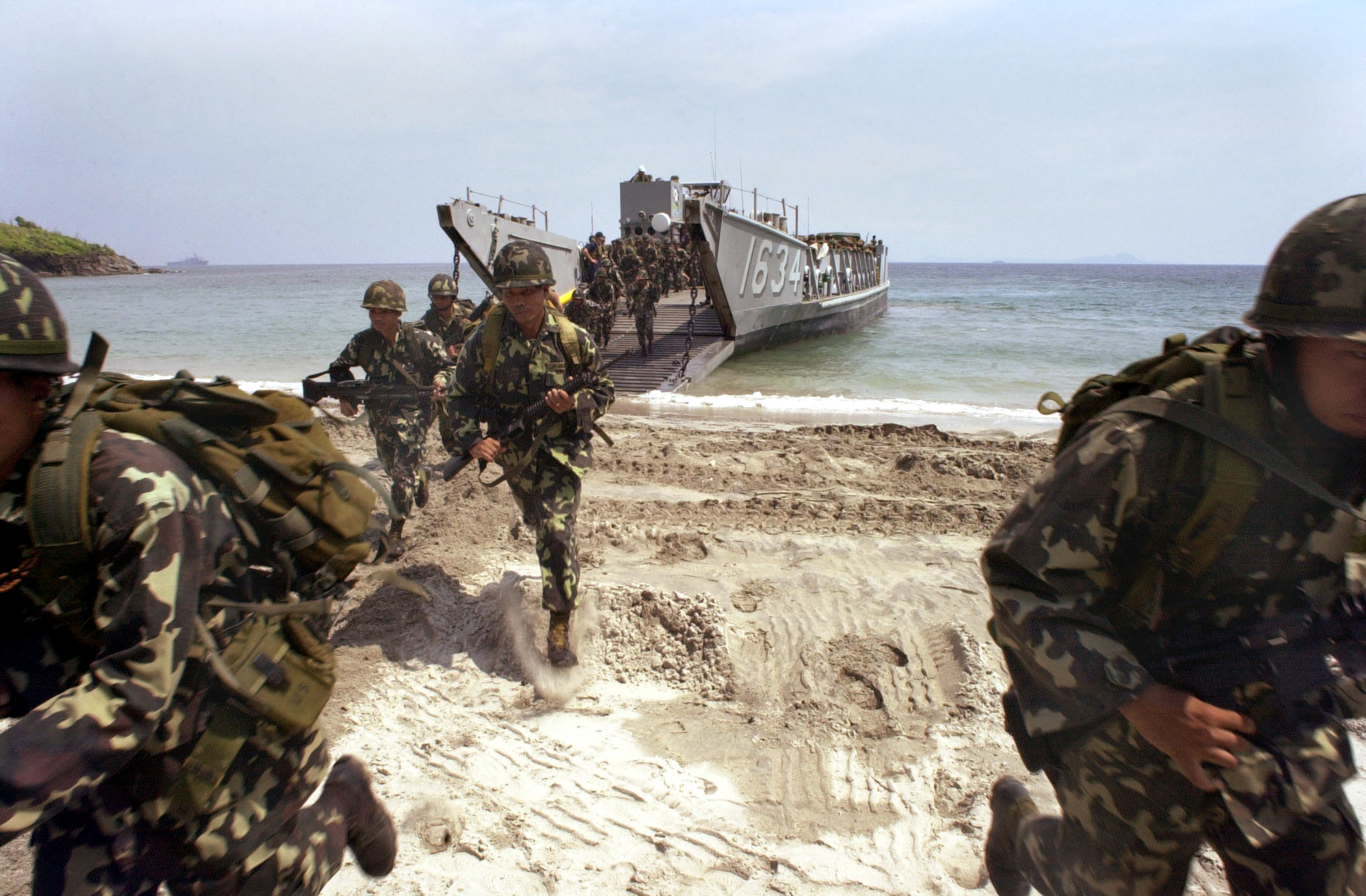
قوات مشاة البحرية الفلبينية خلال إنزال برمائي على شاطئ بالفلبين خلال تدريبات برمائية مشتركة بين الولايات المتحدة والفلبين خلال برنامج التعاون في مجال الجاهزية والتدريب البحري (CARAT) عام ٢٠٠٠م.

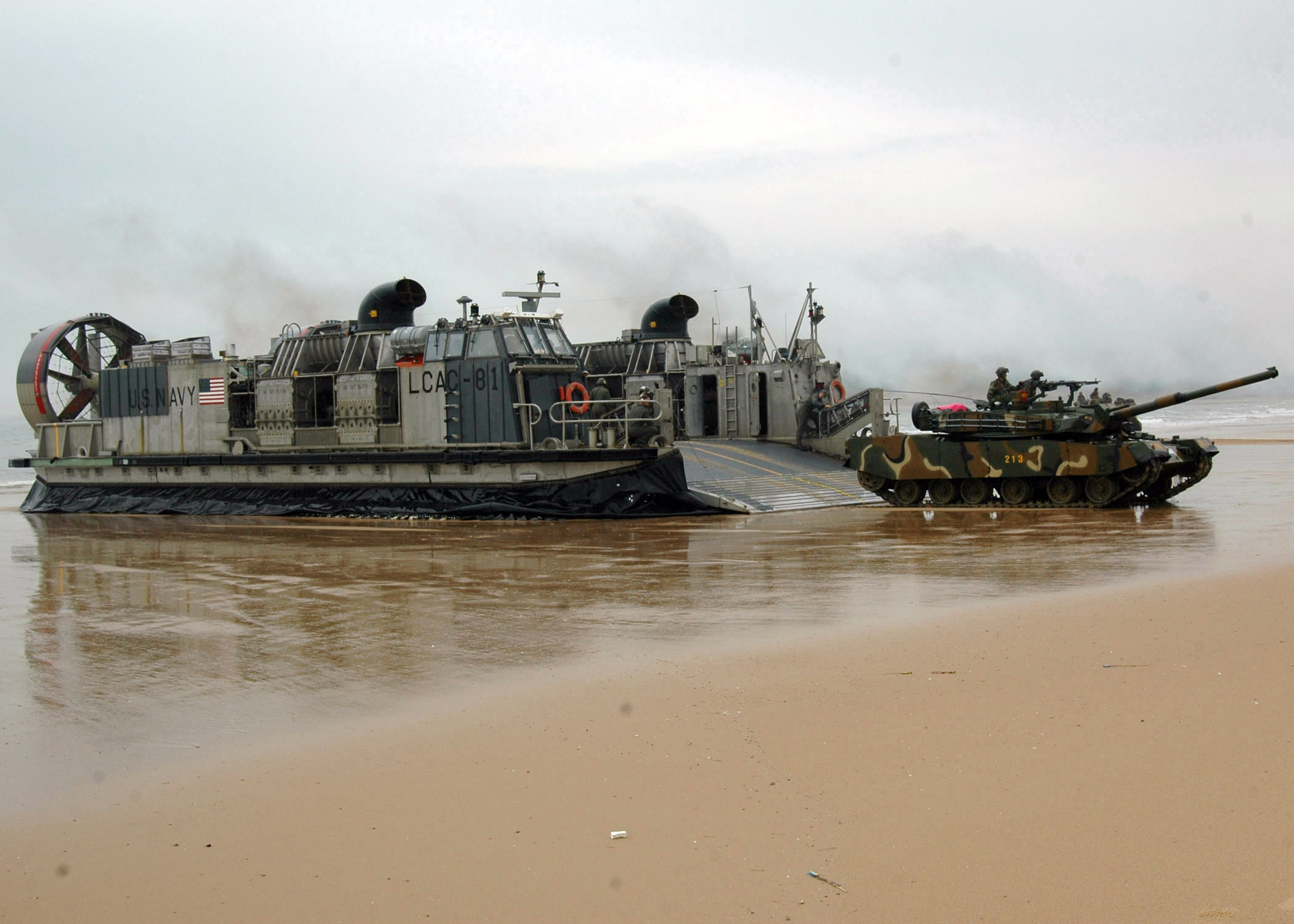
دبابة القتال الرئيسية الكورية الجنوبية طراز 88 K1 تصل إلى الشاطئ من مركبة الإنزال LCAC الأمريكية في مارس 2007م.

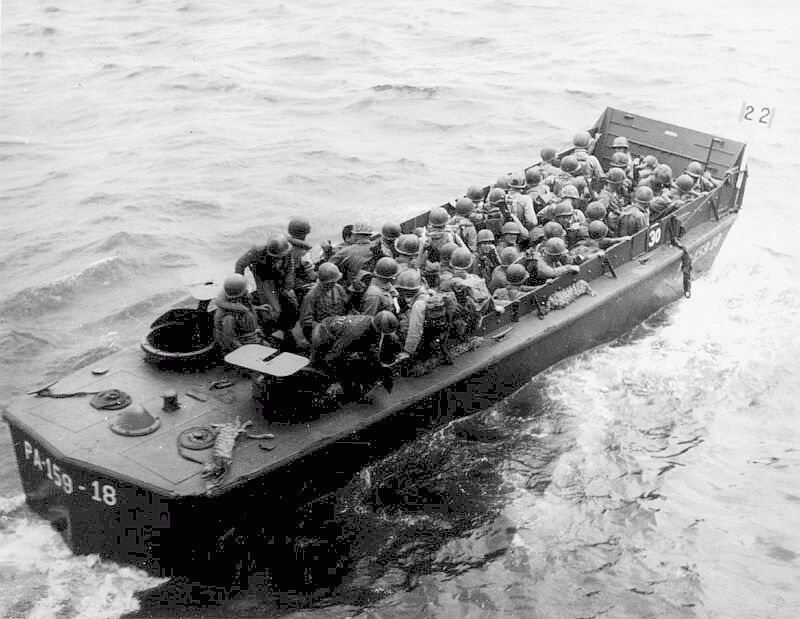
كانت زوارق الإنزال البحرية، المعروفة باسم «قوارب هيغينز»، أول زوارق إنزال مُتخصصة للبحرية الأمريكية. في الصورة، سفينة الإنزال البحرية الأمريكية LCVP 18، ربما مع قوات الجيش كتعزيزات خلال معركة أوكيناو عام 1945م.

الحرب البرمائية هي نوع من العمليات العسكرية الهجومية التي تستخدم في يومنا هذا سفن قوات بحرية لإطلاق القوى البرية والجوية من شاطئ إنزال محدد إلى شاطئ معادٍ أو من المحتمل أنه معادٍ. على مر التاريخ، أُجريت هذه العمليات باستخدام قوارب السفن لتكون وسيلة رئيسة لنقل الجيوش إلى الشاطئ. منذ حملة غاليبولي، صُممت المركبات المائية المخصصة على نحو متزايد من أجل نشر الجيوش والعتاد والمركبات، ويشمل ذلك زورق الإنزال وإدخال الكوماندوز بوساطة الزوارق الدورية السريعة، والبروج (قوارب صلبة قابلة للنفخ)، والغواصات الصغيرة.
ظهر مصطلح برمائية للمرة الأولى في المملكة المتحدة والولايات المتحدة خلال ثلاثينيات القرن العشرين مع إدخال دبابة فايكرز كاردن لويد البرمائية الخفيفة أو عربة الإنزال المجنزرة.
تشتمل الحرب البرمائية على عمليات تُحدد وفقًا للنوع، والغاية، والحجم، ووسيلة التنفيذ. سُميت هذه القوى في الإمبراطورية البريطانية في ذاك الحين باسم العمليات المشتركة وعُرّفت بأنها «... عمليات تشترك فيها القوى البحرية أو العسكرية أو الجوية بأي تشكيلة كانت وتعمل باستقلال تحت إدارة قادتها لكن بوجود هدف استراتيجي موحد». توافق على هذا التعريف كل القوى المسلحة التي تنشر جيوشها  بتدريب خاص ومعدات خاصة لإجراء عمليات الإنزال من السفن البحرية إلى الشاطئ.
منذ القرن العشرين، اعتُرف بأن الإنزال البرمائي للجيوش على الجسر الساحلي هو المناورة العسكرية الأكثر تعقيدًا. يتطلب تنفيذ الأمر تنسيقًا دقيقًا بين العديد من الاختصاصيين العسكريين، ويشمل ذلك القوى الجوية، والدعم المدفعي البحري، وسفينة نقل الجنود، والإمدادات العسكرية، والمعدات التخصصية، والحرب البرية، والتكتيكات العسكرية، ويتطلب أيضًا تدريبًا مكثفًا لكل الأفراد المشتركين بالعملية على الفروق الدقيقة في هذ المناورة.

## العملية البرمائية
تتشابه العملية البرمائية مع العمليات البرية والبحرية والجوية، لكنها تختلف عنها في جوانب عديدة.
تشمل هذه العمليات في أساسها مراحل التخطيط الاستراتيجي، والتحضير، والنقل الوظيفي إلى مسرح الحرب المقصود، وعمليات تدريب على الهبوط والتنزيل، وهبوط القوات، وأخذ جسر الشاطئ بعين الاعتبار، بالإضافة إلى تنفيذ عمليات برية وجوية في الداخل. تاريخيًا، كان في نطاق هذه المراحل جزء أساسي للنجاح يعتمد على الإمدادات العسكرية في كثير من الأحيان، بالإضافة إلى الدعم الجوي القريب والقصف الساحلي. ثمة عامل آخر يتمثل في كمية ونوعية الآليات والمعدات المستخدمة من قبل قوى الإنزال والتي صُممت للاحتياجات الخاصة بهذه العملية.
يمكن تصنيف العمليات البرمائية على أنها غارات على صعيد المستوى التنفيذي للحرب مثل «إنزال دياب»، وعمليات الإنزال الوظيفية لدعم إستراتيجية أرضية أكبر مثل عملية كيرتش إلتيلين، والافتتاح الاستراتيجي لمسح حربي جديد للعمليات، على سبيل المثال، غزو الحلفاء إيطاليا.
تهدف العمليات البرمائية بشكل رئيسي إلى الاعتداء الهجومي، ويبقى الأمر محدودًا بالخطة وجغرافيّة الأرض. تُعتبر عمليات الإنزال على الجزر، التي تبلغ مساحتها أقل من 5,000 كيلومتر مربع (1,900 ميل مربع)، عملياتٍ تكتيكيةً، وتكون الأهداف في الغالب محددة تقتصر على تحييد دفاع العدو وضمان الحصول على قاعدة جديدة للعمليات. قد يجري التحضير والتخطيط لهذه العمليات قبل أيام أو حتى أسابيع، وسيتطلب الأمر فرقة مهام بحرية لإنزال أقل من فرقة عسكرية.
تهدف عمليات الإنزال الوظيفية عادة إلى استغلال الشاطئ باعتباره نقطة ضعف في الموقع العام للعدو فتجبره على إعادة نشر القوات، والبدء باستخدام المخزون العسكري بشكل مبكر، بالإضافة إلى دعم الهجمات المحالفة الأكبر في مناطق أخرى. تتطلب هذه العملية أسابيع أو شهورًا من التحضير والتخطيط، وقد تستخدم قوى مهام عديدة أو حتى أسطولًا بحريًا لإنزال قوى بحجم فيلق واحد ويشمل ذلك الجزر الكبيرة، على سبيل المثال معركة إنتشون.